# Черноухов, Анатолий Владимирович
Анатолий Владимирович Черноухов (род. 6 октября 1943, Свердловск) — советский и российский историк-архивист, краевед, исследователь истории металлургической (медеплавильной) промышленности России на примере Урала. Доктор исторических наук, профессор Уральского государственного университета (УрГУ). Председатель Свердловского отделения Российского общества историков-архивистов (РОИА).

## Биография
Родился 6 октября 1943 года в г. Свердловске.
Начал работать в 17 лет, поступив в 1960 году слесарем на Свердловский турбомоторный завод. В 1962—1965 служил в рядах Советской Армии.
В 1965—1969 годах учился на историческом факультете Уральского государственного университета (УрГУ), на котором и остался после его окончания. Работал ассистентом сначала на кафедре истории советского общества, а с сентября 1970 года — на открывшейся кафедре архивоведения.
В 1971 году прошёл стажировку в Московском государственном историко-архивном институте. С 1972 начал читать лекционные курсы «Теория и практика архивного дела в СССР», «Вспомогательные исторические дисциплины» (разделы «Нумизматика», «Палеография»), затем «Архивоведение» и спецкурс «Личные фонды в государственных архивах СССР».
В 1974 защитил кандидатскую диссертацию «История медеплавильной промышленности Урала в XVIII веке». С 1975 А. В. Черноухов заведует кафедрой архивоведения исторического факультета; в 1977 получил учёное звание доцента.
С середины 1980-х годов читает лекции по курсу «История государственных учреждений дореволюционной России», в 1990-х годах разработал спецкурс «Экономика, власть и управление в России».
В 1993 защитил докторскую диссертацию «История медеплавильной промышленности России в XVII — 1-й половине XIX в.». В ней, как и в кандидатской, исследуется вопрос о месте и роли медеплавильной промышленности в развитии горнозаводского дела в России, изучены вопросы организации производства, освоения горнорудной базы, формирования рабочих кадров. В 1994 получил учёное звание профессора.
С 1999 А. В. Черноухов заведует отделением архивоведения, документоведения и информационно-правового обеспечения управления исторического факультета УрГУ. С этого же года выполняет функции заместителя декана по учебно-методической работе со студентами внебюджетной заочной формы обучения УрГУ. Ведёт практические занятия по палеографии в Государственном архиве Свердловской области.
Руководит научной работой аспирантов и соискателей, входит в состав диссертационных советов Института истории и археологии УрО РАН, Уральского и Курганского университетов.

## Научная деятельность
Автор около 100 научных, научно-популярных и краеведческих работ, в том числе монографии. Раскрыл историю формирования основных центров выплавки меди на Урале, ввёл в научный оборот данные о времени действия казённых и частных предприятий, установил размеры среднегодовой и общей выплавки металла по каждому предприятию за все годы их деятельности, охарактеризовал технику и технологию, организацию производства, изучил вопросы освоения горнорудной базы, формирования рабочих кадров.
Внёс большой вклад в развитие специальностей «историко-архивоведение», «документоведение и документационное обеспечение управления».

## Награды
- Почётная грамота Федеральной архивной службы Российской Федерации (2000).
- Почётная грамота Законодательного собрания Свердловской области (2008).

## Основные работы
- Гудок над Суксун-заводом: очерк истории. К 250-летию Суксунского оптико-механического завода. Пермь, 1977 (в соавт. с А. Козловым и В. Черненко);
- Единственный в стране: [история завода] / ВПО «Союзлегмаш», Артин. мех. з-д. — Свердловск : Сред.-Урал. кн. изд-во, 1987. — 157,[1] с. (в соавт. с В. Г. Айрапетовым и Д. П. Баушевым);
- История медеплавильной промышленности России в XVII—XIX вв. Свердловск: Изд-во Урал. ун-та, 1988. — 183,[1] с.;
- Единственный в стране: 200 лет Артинскому заводу. Свердловск, 1989;
- Краткий справочник по фондам Государственного архива Свердловской области. Екатеринбург, 1996 (отв. ред.);
- Нефтеюганск: Воспоминания, документы, публикации. Екатеринбург, 1997 (науч. ред.-сост.);
- Екатеринбургский монетный двор. Екатеринбург, 1998 (в соавт.);
- Исторический факультет Свердловского университета, 1938—1945. Екатеринбург, 2008;
- Исторический факультет Уральского государственного университета. 1956—1970. Екатеринбург: Изд-во Уральского ун-та, 2013. 143 с.;
- Уникальные памятники истории: жеребья, печатки, штемпели / Уральский федеральный ун-т им. первого Президента России Б. Н. Ельцина. — Екатеринбург : Изд-во Уральского ун-та, 2013. — 286, [1] с. : ил., табл., факс.; ISBN 978-5-7996-0958-0 (в соавт. с Э. А. Григорьевым);
- Исторический факультет Уральского государственного университета. 1970—1991. Екатеринбург: Изд-во Уральского ун-та, 2016. 202 с.;
- Исторический факультет Уральского государственного — Уральского федерального университета. 1992—2018/ Уральский федеральный университет им. первого Президента России Б. Н. Ельцина, Уральский гуманитарный институт, Департамент «Исторический факультет». — Екатеринбург: Изд-во Уральского ун-та, 2018. — 174 с. : табл.; ISBN 978-5-7996-2463-7